# Енсо (буддизм)

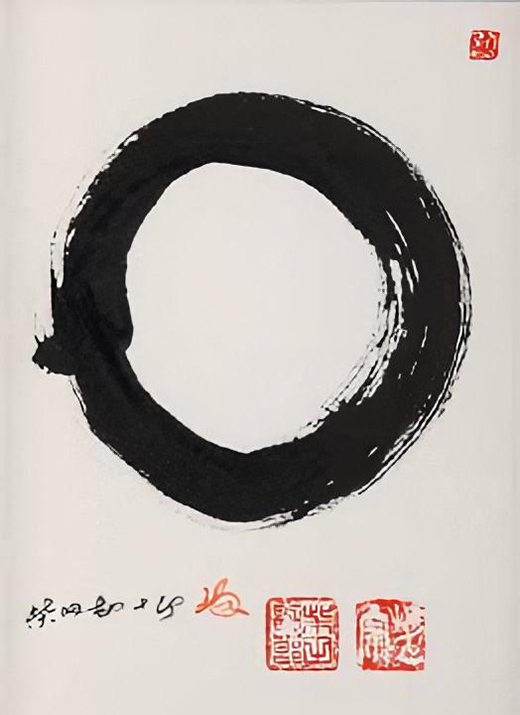
«Енсо». Каліграфічний сувій Кандзюро Сібати XX

Енсо (яп. 円相, енсо, кит. юаньсян, «образ кола», «досконала позначка») — дзенський каліграфічний символ у вигляді кола. Вважається, що енсо виражає собою «справжню таковість», «початкову природу будди», «образ реальності», «природу дгарм», вчинене просвітлення, первісне обличчя, «космічне тіло Будди». Символом, аналогічним енсо, вважається повний місяць.

## Історія
За поточним історичним сценарієм вважається, що вперше енсо використав Нань-ян Хуей-чжун, що був учнем шостого патріарха дзен Хуейнена. Надалі кола енсо використовував чаньский дім Гуйян. Наприклад, наставник Гуй-шан використовував енсо в діалозі з монахом Юе-лунь в такий спосіб:
Вчитель запитав щойно прибулого монаха, як його звуть. Монах сказав: «Юе-лунь [Повня]». Тоді наставник накреслив рукою в повітрі коло. «Ти можеш зрівнятися з ним?» — запитав він. Монах відповів : «Вчитель, якщо ви так мене питаєте, то багато хто з вами не погодиться». Тоді вчитель сказав: «Такий уж у мене шлях. А який твій? ». Монах запитав: «Ви все ще бачите Юе-луня?». Вчитель відповів: «Можеш вважати, як тобі завгодно, але тут є багато людей, які з тобою не погодяться».
У текстах також розповідається, що учень Нань-яна, Ян-шань, отримав від учителя метод дев'яноста семи кіл, з допомогою якого і реалізував саторі. Надалі Ян-шань активно використовував цей метод у навчанні дзен.
У подальшому періоді енсо широко застосовувався в дзен, що викликало певну критику. У деяких випадках критики ставили під сумнів можливість застосування енсо у вигляді майстерного засобу, так як вважали, що енсо «затьмарює справжню природу реальності — абсолютну порожнечу і безформність всіх речей». Критика вплинула на те, що енсо не став загальновизнаним методом практики.

## Метод малювання
Вчителі дзен малюють енсо як на папері, так і на землі або в повітрі. В якості інструменту малювання вчителі використовують кисть, посох, волоть-«мухобійку» хоссу або палець. Вчителі малюють енсо таким чином, щоб «потужний удар пензля ніколи не повертався точно в те місце, звідки він починався».

## Значення
Енсо є одним з найпопулярніших символів в японській каліграфії — прийнято вважати, що характер художника повністю проявляється в тому, як він малює енсо; тільки той, хто володіє чистим і цільним духом, може створити справжній енсо. Багато каліграфів годинами практикуються в зображенні енсо, малюючи його кожен день, складаючи, таким чином, свій «духовний щоденник».
Цей символ має певне сакральне значення для дзен — багато майстрів часто використовують його в якості підпису на своїх картинах.

## Вплив на сучасний світ
Популярність цього символу призвела до того, що компанія «Lucent Technologies» свого часу обрала зображення енсо своїм торгівельним знаком. Слово енсо використовувалося компанією «Humanized» в назві серії своїх програмних продуктів.